# Jüdische Gemeinde Schweinfurt

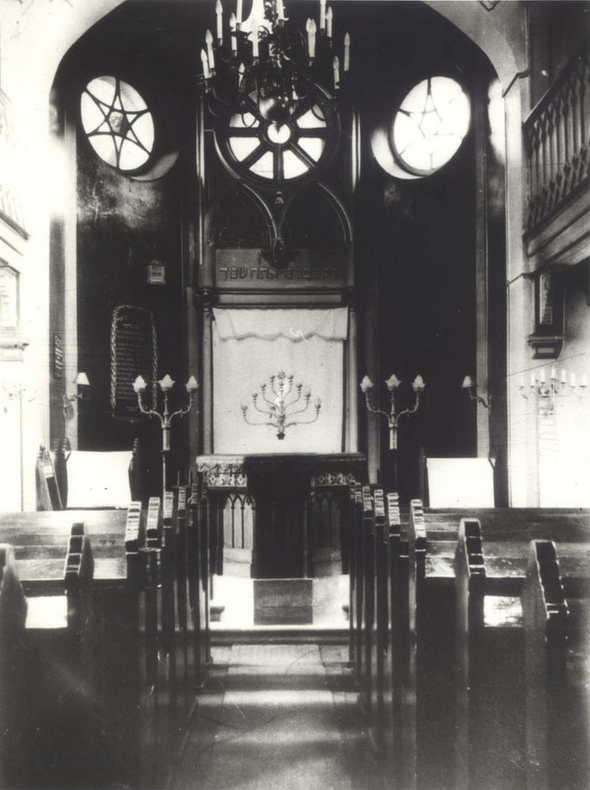
Synagoge in der Siebenbrückleinsgasse, 1943 durch Fliegerbomben zerstört

Die Jüdische Gemeinde Schweinfurt bestand in der sogenannten ersten Ära in Schweinfurt vom 13. Jahrhundert bis 1555 in der Judengasse, im Alten Gewerbeviertel am Main. Nach einer gemeindelosen Zwischenzeit existierte von 1863 bis 1942 in der zweiten Ära die bisher letzte Gemeinde der Stadt. Der letzte Hinweis auf jüdisches Leben in Schweinfurt ist eine Gedenkstätte an der Brandmauer des Hauses Siebenbrückleinsgasse 12. Auf dem großen Grundstück Nr. 14 in einem vormaligen Obstgarten in der westlichen Altstadt lag das neuzeitliche Gemeindezentrum. Das Vorderhaus von 1888 bildete das Gemeindehaus und das Hinterhaus die 1874 errichtete Synagoge. Direkt daneben befand sich der Bürgerhof (Schranne), das heutige Privatkundenzentrum der Sparkasse Schweinfurt-Haßberge. Die Synagoge wurde während der Novemberpogrome 1938 nicht in Brand gesteckt, jedoch später bei Bombenangriffen zerstört, das Gemeindehaus aber nur beschädigt und danach als Wohnhaus hergerichtet. Es wurde von der Städtischen Sparkasse erworben und um 1970 abgebrochen, zur Erweiterung ihres benachbarten Kundenparkplatzes, der sich damals bereits auf dem Areal der einstigen Synagoge befand.

## Geschichte

### Mittelalter: Die erste jüdische Ära 1200–1555

#### Erste Juden in der Stadt
1212 werden erstmals Juden in Schweinfurt erwähnt: Abraham aus Schweinfurt unterzeichnet in Würzburg eine Urkunde als Zeuge. 1243 weist Marquard, der Butigler von Nürnberg, vom Geld, das er von Heinrich dem Erwählten von Bamberg erhalten soll, 50 Mark Silber für die Juden in Schweinfurt an. In der Folgezeit lassen sich vereinzelt jüdische Familien in Schweinfurt nachweisen, die sowohl 1298 vom Rintfleisch-Pogrom, als auch vom Pestpogrom von 1348 bis 1351 betroffen waren. Bei letzterem mit dem Vorwurf der Brunnenvergiftung. Jakob von Schweinfurt, der 1357 zu den Neubegründern der zweiten mittelalterlichen Jüdischen Gemeinde Erfurt gehörte, war vermutlich ein Überlebender der Pogrome.

#### Entstehung der Gemeinde
1368 erhielt die Reichsstadt Schweinfurt vom Kaiser Karl IV. (1346–1378) das Privileg, in ihren Mauern erneut bis auf Widerruf Juden (des Kaisers Kammerknechte) aufnehmen zu dürfen. In der Folgezeit konnten die Juden, die sich in Schweinfurt niederließen, gegen Zahlung hoher Steuern relativ frei und sicher leben. 1420 erhielt die Reichsstadt ein erneutes Privileg vom König Sigismund (1411–1437) Juden als Steuerobjekte aufzunehmen (Judenzins). 1424 betrugen die Steuern an den Kaiser, welche die Schweinfurter Juden zahlen mussten, die Hälfte ihres Einkommens. 1429 wird die Erlaubnis von König Sigismund auf 20 Jahre begrenzt, dafür erhalten die Juden Steuerbefreiung. Sie sollen unbekumert, ungedrungen und unangelanget sein von jedermann. Diese Befreiung wurde jedoch schon 1433, dem Jahr als Sigismund zum Kaiser gekrönt wurde, wieder aufgehoben.

#### Zeit um 1500: Synagoge in der Judengasse

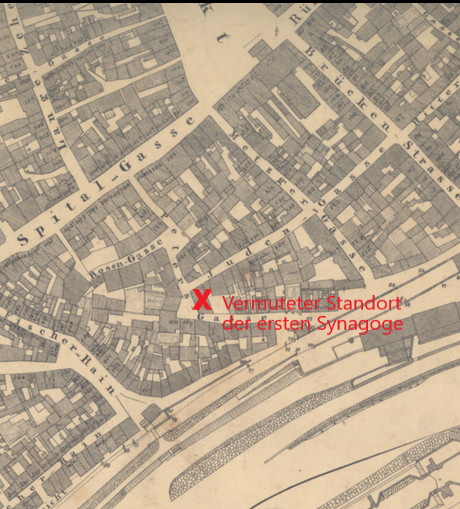
Vermutete Lage der ersten Synagoge, in der Judengasse, im damaligen Gewerbeviertel südlich des Markts (Katasterplan von 1907)

Unter der Obhut von Sigismund genossen die Juden Schweinfurts einige Rechte. Sie konnten sich Anfang des 15. Jahrhunderts relativ frei bewegen, lebten vor allem von der Geldleihe und einige trieben Handel mit Waren, insbesondere Wein. Die Gerichtsbarkeit unter ihnen hatte ein dafür bestimmter Judenrat. Die Familien wohnten nahe dem Marktplatz, im Gewerbeviertel am Main. 1436 wird erstmals die Judengasse erwähnt, sie wird gepflastert. Heute befindet sich am Straßenschild ein Legendenschild mit der Aufschrift:
Judengasse Bis zur Vertreibung nach dem Stadtverderben von 1554 Wohnsitz der damals aus 16 Familien bestehenden jüdischen Gemeinde. Als Straßenname erstmals 1436 belegt
1437 müssen sich die Juden steuerlich am teutschen Hauskauf beteiligen, als die Reichsstadt die Besitzungen des Deutschen Ordens nordöstlich der Stadt erwirbt (Peterstirn, Altstadt, Hilpersdorf, Zell, Weipoltshausen, Deutschhof, Thomashof, Ottenhausen und Weipoltsdorf). 1444 müssen die Juden zwecks Krönung Kaiser Friedrichs III. (1440–1493) ein Drittel ihres Vermögens als Krönungssteuer bezahlen.
Im Jahre 1479 wurde erstmals anlässlich einer Erneuerung des Gebäudes die Synagoge genannt, wohl mit Mikwe (Judenbad). Als Standort wird das heutige Friederike-Schäfer-Heim (Altenheim) in der Judengasse/Ecke Nußgasse vermutet. Die Synagoge stand wahrscheinlich am südwestlichen Ende der Judengasse, an Stelle der einstigen Häuser Judengasse Nr. 25 und 27, dem heutigen Nord- und Ostflügel des Altenheims. Die Synagoge hatte drei Straßenfronten: zur Judengasse, zur Petersgasse und zur westlichen Verlängerung der heutigen Nußgasse (einst auch Petersgasse, die vor dem Bau des Altenheims von der Spitalstraße bis zum Mainufer durchlief). Unter oder neben der Synagoge befand sich das Judenbad. Die jüdische Gemeinde dürfte einen Vorsteher, Judenrat und wohl auch einen Rabbiner gehabt haben. Der mittelalterliche Judenfriedhof lag am heutigen Jägersbrunnen, 500 m westlich der Judengasse (siehe: Jüdischer Friedhof, Mittelalterlicher Friedhof).
In den Jahren 1492/93 müssen Schweinfurter Juden Leibzoll (Geleitschutz bei Reisen) entrichten. Bereits 1500 ließ sich die Reichsstadt von König Maximilian I. (1486–1519) den Besitz der Synagoge und des Judenfriedhofes bestätigen für den Fall, dass Juden über kurz oder lang nicht mehr in Schweinfurt wohnen. Im Bauernkrieg müssen sich 1525 auch Schweinfurter Juden am Widerstand gegen die aufständischen Bauern beteiligen. König Ferdinand I. (1531–1564) gab 1542 der Reichsstadt das Privileg, dass sich kein Jude in Schweinfurt ohne Bewilligung niederlassen darf. 1544 beschwerden sich die Schweinfurter Juden über die Versperrung ihrer Schule am 1. Mai, mit Androhung einer Klage beim Reichskammergericht.

#### Vertreibung der Juden aus der Stadt
In Folge des Zweiten Markgrafenkriegs wird Schweinfurt 1554 niedergebrannt (siehe: Schweinfurt, Zweites Stadtverderben). Die mittelalterliche jüdische Gemeinde fand danach 1554/1555 ihr Ende. Das Motiv für das Vorgehen der Schweinfurter war ihre starke Verschuldung bei den Juden. Am 3. September 1555 erteilt Kaiser Karl V. (1519–1556) der Reichsstadt das Privilegium, dass sie die Juden, die vor dem Stadtverderben in Schweinfurt wohnten und ihre abgebrannten Häuser wieder aufbauen wollen, daran hindern darf. Die Stadt braucht auch künftig keine Juden mehr aufzunehmen, mit der offiziellen Begründung des jüdischen Wuchers. Bis zu diesem Zeitpunkt war Schweinfurt weit und breit die einzige Reichsstadt, die überhaupt noch Einwohner jüdischen Glaubens hatte. Die Synagoge wurde 1555 geschlossen.
Nach ihrer Vertreibung aus Schweinfurt siedelten sich Juden u. a. im 8 km westlich gelegenem Euerbach an. Es war auch der Begräbnisort jüdischer Bürger der benachbarten Dörfer Obbach und Niederwerrn. 1171 Grabsteine im Jüdischen Friedhof Euerbach zeugen von einer langen jüdischen Geschichte. Bis 1940 erfolgten hier noch Beisetzungen.

### Zwischenzeit: Juden als Gäste
Zwischen 1555 und 1817 gibt es in der Stadt keine ansässigen Juden, sondern nur „vorübergehend längere Zeit sich hier aufhaltende Juden“. Laut Ratsprotokoll vom 8. Juni 1573 haben Juden bei Eintritt in die Stadt Vortorzoll zu entrichten. Bereits aus dem Ratsprotokoll des Jahres 1634 erfährt man, dass sich mittlerweile wieder viele Juden in der Stadt aufhielten, kurze Zeit dort Herberge und Unterkunft suchend. Ein Erlass des Jahres 1636 teilte zwar den Schweinfurter Bürgern mit, dass sie bei Strafe sofort die Juden ausweisen müssten und künftig keinen mehr über Nacht beherbergen dürften, den aber die Schweinfurter nicht befolgten. Eine Polizei-Ordnung von 1651 spricht den Schweinfurter Bürgern ihr Missfallen aus, dass sie wieder Gemeinschaft mit den Juden suchen und Geldgeschäfte mit ihnen betreiben. Verschiedene Verordnungen regelten den Geschäftsverkehr mit Juden im 17. und 18. Jahrhundert. Eine Ansässigmachung war aber trotzdem nicht erlaubt. In der Zeit von 1555 bis zum Verlust der Reichsfreiheit 1802 durften hier keine Juden mehr einen ständigen Wohnsitz nehmen. Es war ihnen lediglich erlaubt, zu übernachten, wofür sie eine Gebühr zu entrichten hatten.

### Neuzeit: Die zweite jüdische Ära 1813–1942

#### Anfänge der neuen Gemeinde

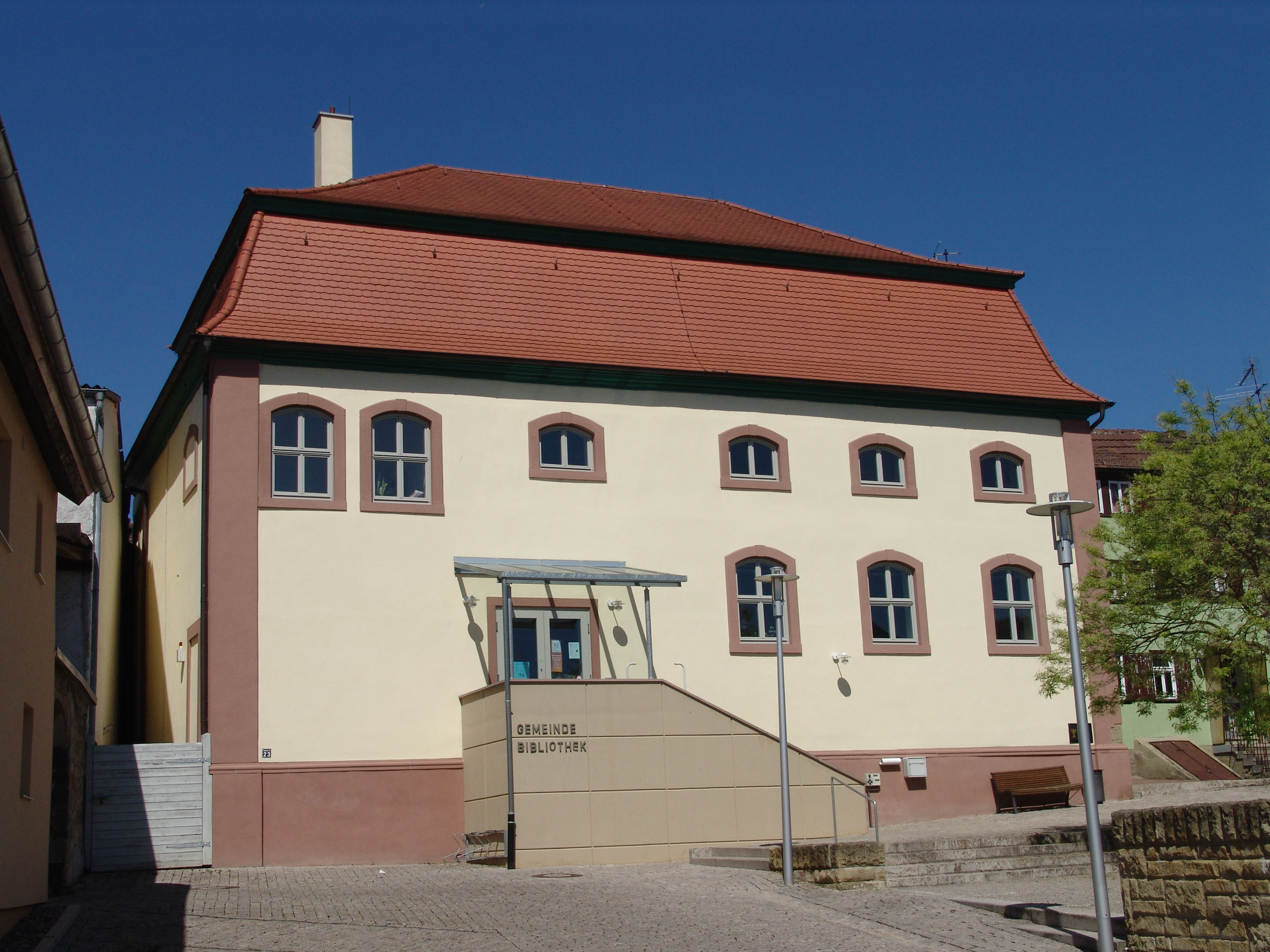
Ehemalige Synagoge Niederwerrn, heute Gemeindebibliothek

Das Edikt über die Verhältnisse der jüdischen Glaubensgenossen im Königreiche Baiern, das Bayerische Judenedikt von 1813, trat für Unterfranken im Dezember 1816 in Kraft. Juden werden fast die gleichen Rechte wie ihrem christlichen Umfeld zugebilligt. Sie dürfen jetzt Grund und Boden erwerben und erhalten Zugang zu den Universitäten des Landes. Geistige und gesellschaftliche Integration wird ermöglicht. Jedoch mussten sich die Juden in Matrikel einschreiben, die für jeden Ort Obergrenzen regelte. Nach etwa 250 Jahren durften sich erneut jüdische Familien – mit landesherrschaftlicher Erlaubnis – in Schweinfurt niederlassen. Dies erregte Unwillen, besonders bei Zünften und Gilden, die die jüdische Konkurrenz fürchteten. 1817 sind unter entschiedenem Protest der Stadt Schweinfurt, die den Ruin ihres eigenen Kaufmannsstandes befürchtete, Michael Moises Kleemann und sein Sohn Kusel aus dem nahen Schonungen zugezogen (Weinhandel und Ökonomie). Nach dem Wegfall des Matrikelparagraphen im Jahre 1861 siedelten sich auch in Schweinfurt vermehrt jüdische Familien an. Ihren ersten Gottesdienst hielten sie im Herbst 1862 in einem Gartenlokal in der Johannisgasse ab. 1863 sind in Schweinfurt bereits 12 jüdische Familien ansässig und 7 Familien wohnhaft.
Am 26. April 1863 beschlossen die in der Stadt ansässigen und wohnhaften Israeliten die Gründung einer Gemeinde und vereinbarten Statuten zunächst provisorischen Charakters ohne obrigkeitliche Genehmigung. Der Antrag auf Bildung einer (neuen) Israelitischen Kultusgemeinde folgte am 11. Juli 1864 beim Stadtmagistrat und wurde durch die Königliche Regierung am 8. August verfügt. 1864 wurde das Distriktsrabbinat Niederwerrn nach Schweinfurt verlegt, als Distriktsrabbinat Schweinfurt. Der bisher in Niederwerrn tätige Distriktrabbiner Mayer Lebrecht nahm nun diese Position in Schweinfurt ein.
Die Juden in Schweinfurt gehören überwiegend dem bürgerlichen Mittelstand an, als Geschäftsleute, Rechtsanwälte, Ärzte oder Direktoren.

#### Synagoge in der Siebenbrückleinsgasse

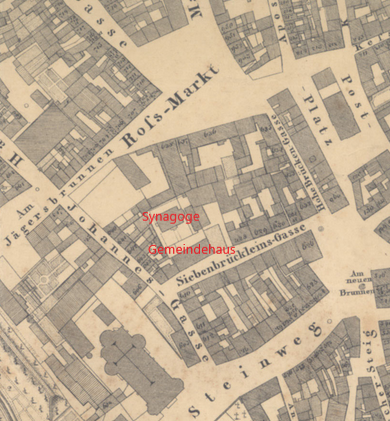
Lage des Gemeindezentrums in der Siebenbrückleinsgasse 14, südlich des Roßmarkts (Katasterplan von 1907)

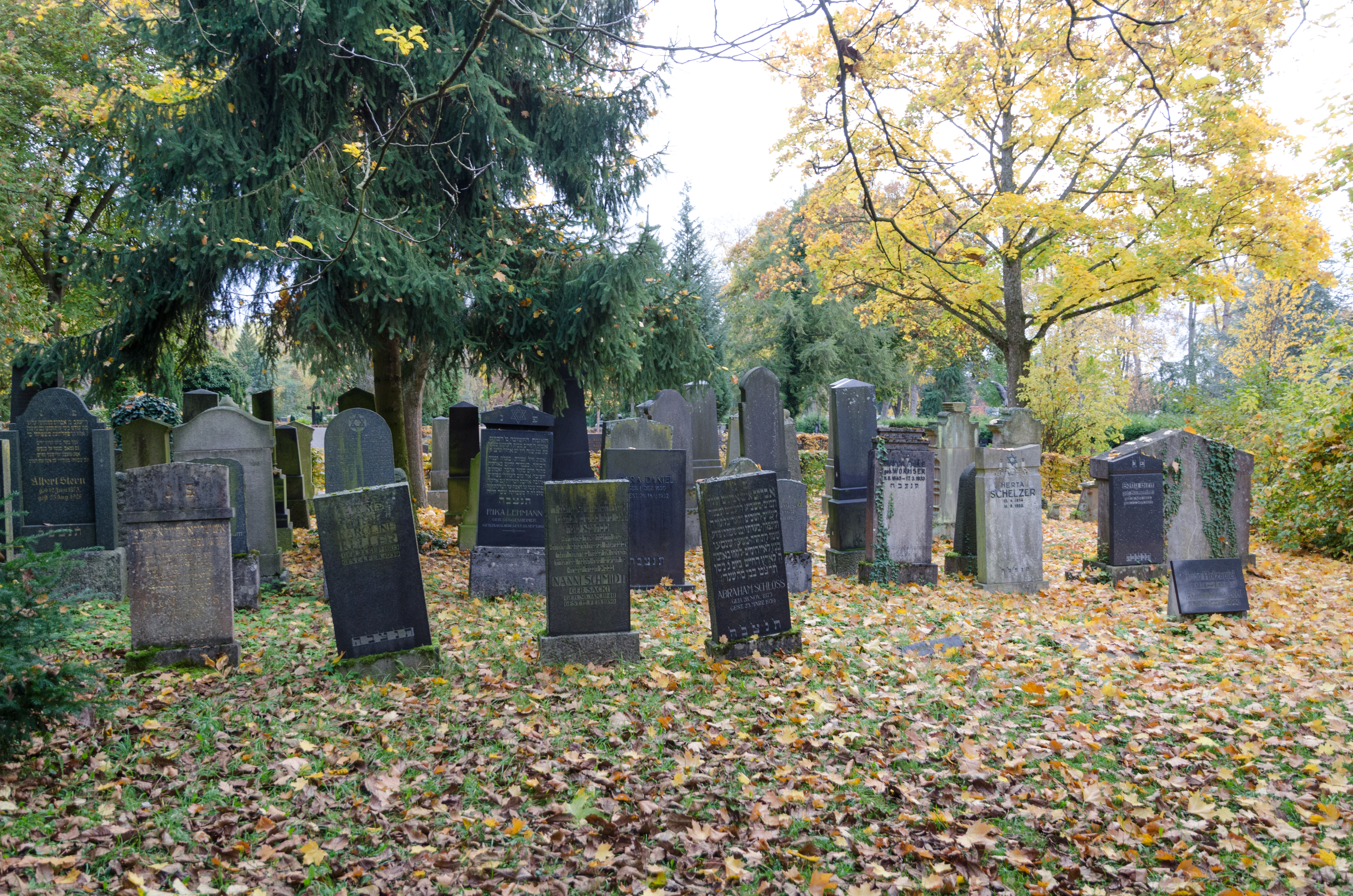
Jüdischer Friedhof innerhalb des Hauptfriedhofs im Jahre 2013

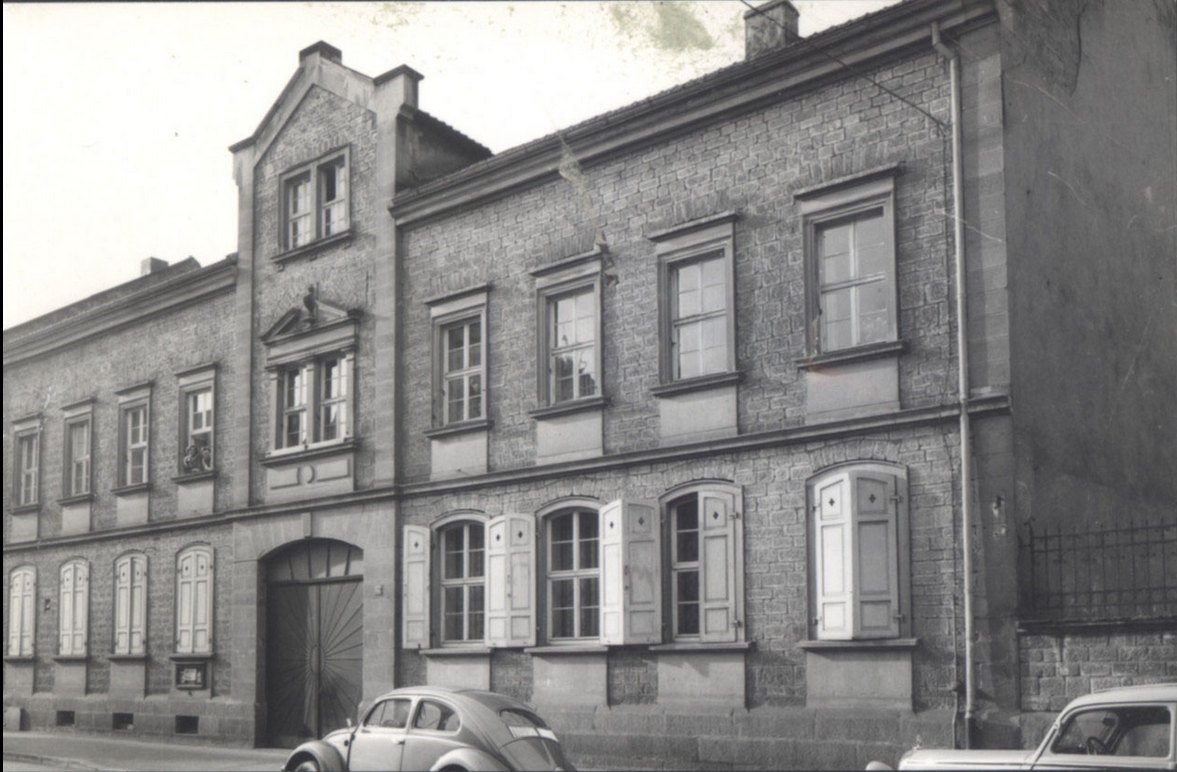
Jüdisches Gemeindehaus um 1950. Nun als Wohnhaus genutzt, Abbruch um 1970. Heute Sparkassen-Parkplatz, am Rande mit jüdischer Gedenkstätte

1866 kaufte die Kultusgemeinde das Anwesen in der Siebenbrückleinsgasse 14, in der Altstadt nahe dem Roßmarkt. Der Standort befindet sich nur 300 m westlich der einstigen mittelalterlichen Synagoge in der Judengasse. Das Anwesen war geeignet, in provisorischer Weise im Vorderhaus mit Betsaal alle Bedürfnisse abzudecken. Der dazugehörige Obstgarten dahinter im Innenhof konnte als Synagogenbauplatz dienen. Das Vorderhaus wurde bald zu klein und man entschloss sich 1872 für den Neubau einer Synagoge, für die man schon im Jahre 1865 eine Synagogenbaustiftung gründete. Die Synagoge wurde am 4. September 1874 eingeweiht. Die Längsfassaden ähnelten einer christlichen Kirche, mit neugotischen Spitzbogenfenstern. Der Haupteingang führte zur Männersynagoge im Erdgeschoss und ein weiterer Eingang zur Frauenempore, in Bayerns erster Synagoge mit Orgel. Zunächst wurden in der Synagoge während der Zeit des Rabbiners Maier Lebrecht Reform-Gottesdienste mit Orgelbegleitung abgehalten.
In einer liberalen jüdischen Zeitung stand zur Einweihung:
„Bekanntlich wuchert in Unterfranken die Hyperorthodoxie und der Obskurantismus in üppigster Blüte fort, und nirgends zeigt sich auf religiösem Gebiete auch nur eine Spur von Fortschritt; nur die Gemeinde Schweinfurt trägt dem Zeitgeiste Rechnung; denn in der in wenigen Wochen vollendeten neuen Synagoge wird Orgel und Gesang eingeführt. […] Die Fortschritte und Errungenschaften der hiesigen Gemeinde fallen schon deshalb doppelt in die Waage, wenn man bedenkt, dass vor circa 15 Jahren den Juden der Aufenthalt hier gar nicht gestattet war.“ (Allgemeine Zeitung des Judentums vom 4. August 1874)
Doch während der Amtszeit von Rabbiner Dr. Salomon Stein (1890–1934) kehrte man zur orthodoxen Richtung mit traditioneller Liturgie zurück. Rabbiner Stein war zugleich Vorsitzender des Bundes gesetzestreuer israelitischer Gemeinden Bayerns. Dadurch fanden in Schweinfurt auch regelmäßig dessen Jahrestagungen statt.
1874 wurde auch der neue Friedhof der Stadt Schweinfurt, der heutige Hauptfriedhof, angelegt. Am 18. November desselben Jahres wurde der innerhalb des neuen Friedhofareals gelegene Jüdische Friedhof eingeweiht. 1888 wurde als neues Vorderhaus das jüdische Gemeindehauses (Schul- und Wohnhaus des Rabbiners) errichtet. Religionsunterricht erhielten damals 24 Kinder der Gemeinde. Es waren nun alle Einrichtungen einer jüdischen Gemeinde vorhanden: Synagoge mit Rabbiner, rituelles Bad, jüdische Schule (Religionsschule) mit angestelltem Lehrer der Zugleich als Schochet tätig war, Gemeindebibliothek, Friedhof und Leichenhalle. Die Synagoge wurde 1920 um 50 Plätze erweitert und 1928 renoviert.

#### Jüdische Vereine
An jüdischen Vereinen gab es den Israelitische Frauenverein (gegründet 1864) die Israelitische Armen- und Wandererunterstützungskasse, bzw. Wandererunterstützungsverein (1864), den Israelitischen Wohltätigkeitsverein Chewra Gemilus Chassodim e.V. (1882), den Jüdischen Jugendverein (1918), den Verein für Jüdische Geschichte und Literatur, den Verein Concordia (Pflege der Geselligkeit) und Ortsgruppen des Centralvereins und des Reichsbundes jüdischer Frontsoldaten.

#### Jüdisches Geschäftsleben

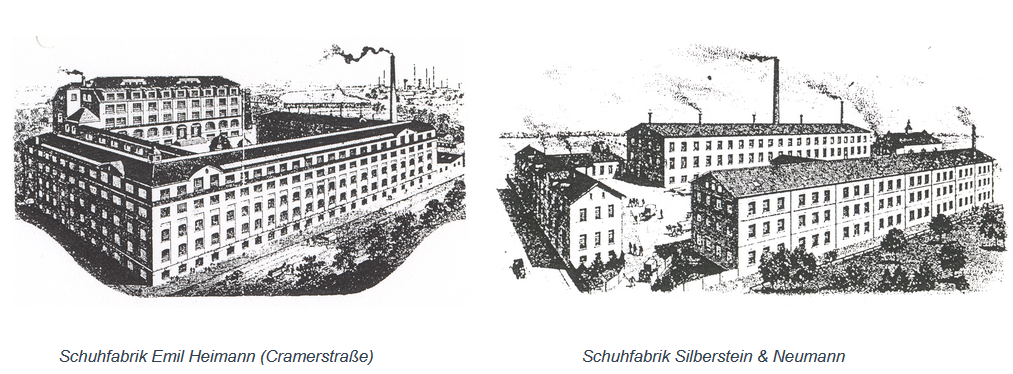

Von jüdischen Kaufleuten und Gewerbetreibenden wurden zahlreiche, teilweise für die weitere Entwicklung der Stadt bedeutende Handelsbetriebe, Läden, Kaufhäuser und Fabriken eröffnet. Es gab zudem jüdische Rechtsanwälte und Ärzte. Hervorzuheben sind die beiden nicht mehr existierenden Schuhfabriken Emil Heimann in der Cramerstraße (Westliches Gründerzeitviertel) und Silberstein & Neumann, in der Friedhofstraße (Nördlicher Stadtteil). Zudem in der Spitalstraße (Altstadt), an Stelle der heutigen Commerzbank, eine Filiale der Warenhauskette Tietz, die 1933 enteignet und in Kaufhof umbenannt wurde. Nach Ludwig Silberstein wurde im Hafen-Ost eine Straße benannt.

#### Nationalsozialismus

##### Anfangszeit
Zum Judenboykott am 1. April 1933 besetzte die SA in Schweinfurt die Eingänge jüdischer Läden mit Plakaten: Wer hier kauft, begeht Landesverrat! Raus mit den Juden! Die Parteizeitung Fränkisches Volk vom 9. September 1933 schreibt:
„Seit dem großen Boykott vermißt man bei den jüdischen Geschäften den großen Aufdruck auf Karton, Einwickelpapier und Huttüten. […] Wir kennen aber doch die Leute, die bei Juden kaufen, denn gerade das neutralste Mäntelchen stempelt sie zum Volksverräter. Besonders an Samstagnachmittagen sind die weißen und blauen Einschlagpapiere leicht festzustellen, geschämig werden die Pakete unter den Arm geklemmt. Auch betreten die Käufer erst dann das Haus, wenn sie sich durch stetes Umblicken vergewissert haben, daß sie nicht beobachtet werden.“
In Folge wirtschaftlichen Boykotts, zunehmender Entrechtung und Repressalien, ist in den folgenden Jahren ein Teil der Juden aus Schweinfurt verzogen oder ausgewandert, während aus Landgemeinden einige zuzogen. Im Juli 1935 untersagte der Stadtrat allen Juden die Nutzung der städtischen Bäder. Trotz des Wirtschaftsboykotts gelang es vielen ansässigen Juden bis 1937, ihre traditionell starke Position im Viehhandel zu behaupten. Erst Ende 1937 wurden sie vermehrt zur Aufgabe ihrer Geschäfte gezwungen. Oberbürgermeister Ludwig Pösl: „Die Juden haben selber Schuld daran, daß ihnen das Baden verboten worden ist. Ein Gast, der sich nicht anständig betragen kann, muß immer gewärtig sein, daß er hinausgeworfen wird.“ Als Folge der Nürnberger Gesetze werden am 15. November 1937 in Schweinfurt die ersten Juden in Schutzhaft genommen. Es folgen "freiwillige" Notverkäufe jüdischer Geschäfte unter Wert, um den Zwangsmaßnahme zuvorzukommen, die Geschäftsaufgaben oder -übernahmen passierte in der Folge der Arisierung.

##### Novemberpogrome 1938
Während des Novemberpogroms am 9. November 1938 wurde das Inventar der Synagoge verwüstet, das Gebäude wurde jedoch nicht in Brand gesetzt, aus Sorge um ein Übergreifen des Feuers auf ein benachbartes Fachwerkhaus. In den jüdischen Wohnungen und Gebäuden wurde erheblicher Schaden angerichtet.
„Gegen 7 Uhr am Morgen verhaftet die Stadtpolizei 45 jüdische Männer und nimmt sie in der Hadergasse in „Schutzhaft“. Andere werden zum Viehhof getrieben, wo fanatische und aufgehetzte HJ-ler johlend und scherzend mit Steinen auf die verängstigten Menschen werfen […] Alsdann geht man daran, das Innere der Synagoge zu verwüsten […] Allein die Tatsache, dass das Feuer auf die umstehenden Fachwerkhäuser übergegriffen hätte, bewahrt die Synagoge davor, angezündet zu werden. Der Oberbürgermeister der Stadt, Pösl, lässt es sich nicht nehmen, die Aktion persönlich zu leiten […] Auch die Kirchen in Schweinfurt haben keinerlei Stellungnahme für die bedrängten Juden abgegeben oder sich irgendwie öffentlich für sie eingesetzt. Es gab allerdings auch Solidarität mit den Juden am Ort. Einige nahmen jüdische Nachbarn, die keine intakten Fenster mehr hatten, auf.“
Unmittelbar vor dem Novemberpogrom fand auf dem Marktplatz eine NSDAP-Großkundgebung statt. Auf Weisung der Gauleitung gingen SA-Leute in Zivil in den frühen Morgenstunden des 10. November 1938 brutal gegen die Juden in vor; vor aller Augen und unter Polizeiaufsicht wurden jüdische Bewohner aus ihren Häusern geschleppt und unter Beifall und Steinwürfen der Menschenmenge aus der Stadt getrieben; ihre Wohnungen waren inzwischen demoliert worden. Im Synagogenhof hängte man eine Schlinge an einen Baum und rief dazu: „Daran wollen wir den Rabbi hängen!“
Das Schweinfurter Tagblatt von 11. November 1938 berichtete:
„Wie im ganzen Reich kam es gestern auch in Schweinfurt aus Anlaß des von feiger jüdischer Mörderhand getöteten Gesandtschaftsrats vom Rath zu Kundgebungen der empörten Bevölkerung gegen das Judentum, wobei Aktionen gegen jüdischen Besitz durchgeführt wurden. Eine Anzahl Juden mußte in Schutzhaft genommen werden.“
Im März 1939 wurde die jüdische Gemeinde gezwungen, Synagoge und Gemeindehaus zu einem Spottpreis an die Stadtverwaltung zu verkaufen. Die Synagoge wurde in ein Feuerwehrdepot umfunktioniert.
Über die Vorgänge berichtete der Oberbürgermeister der Stadt an die Staatspolizeistelle Würzburg:
„Die Hitlerjugend war nicht unterwegs. Dass sich derartigen Demonstrationen Jugend anschließt, ist selbstverständlich und nicht ohne Weiteres zu unterbinden. Mit Steinen wurden aber die Juden auch von diesen Jugendlichen nicht beworfen. Es ist auch nicht richtig, dass zerfetzte Betten auf den Strassen umherlagen […] Plünderungen und Brandstiftungen sind nicht zu verzeichnen. Die in den jüdischen Wohnungen offen vorhanden gewesenen Geldkassetten und Geldbeträge, sowie Wertgegenstände, wurden von der Polizei sicher gestellt […] Die Aktion gegen die Juden wurde vom größten Teil der Bevölkerung gebilligt.  Der Oberbürgermeister,  gez. P ö s l“
Vier Jahre nach Kriegsende standen die Hauptverantwortlichen für die Pogromaktionen in Schweinfurt vor Gericht.

##### Gemeindeauflösung

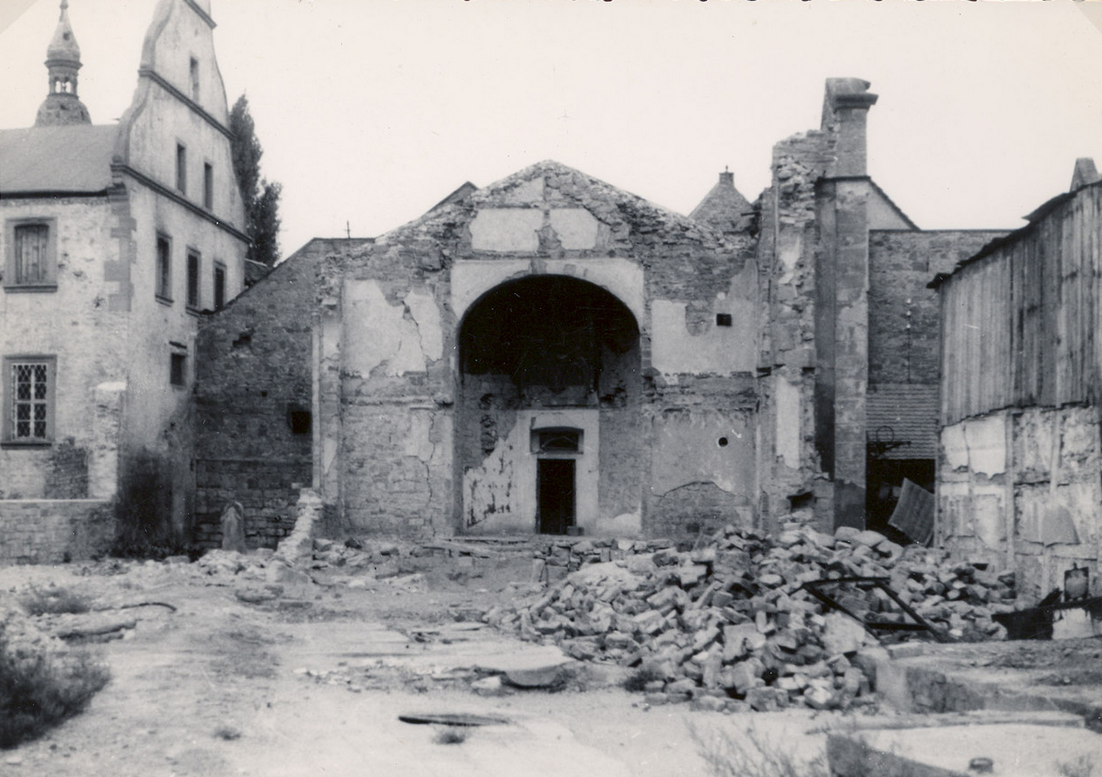
Ruine der 1943 durch Fliegerbomben zerstörten Synagoge in der Siebenbrückleinsgasse

Zwischen 1933 und 1941 hatten mehr als 200 Juden Schweinfurt verlassen und waren in andere deutsche Städte verzogen; im gleichen Zeitraum gingen nochmals mehr als 200 jüdische Bewohner Schweinfurts in die Emigration. 1942 wurde die Jüdischen Gemeinde endgültig auflöst. Juden werden in wenigen Häusern (sog. Judenhäusern), etwa in der Rückertstraße 17, zusammengepfercht. Augenzeugen berichten von nächtlichen Anlieferungen. Die Synagoge wurde 1943 durch mehrere Fliegerbomben zerstört.

##### Holocaust
1942 begannen die Deportationen der in Schweinfurt verbliebenen Juden. Ziele waren das Ghetto Izbica bei Lublin und das KZ Theresienstadt. Drei Juden konnten in Schweinfurt auf Grund ihrer privilegierten Mischehe überleben.

## Gegenwart ohne jüdische Gemeinde

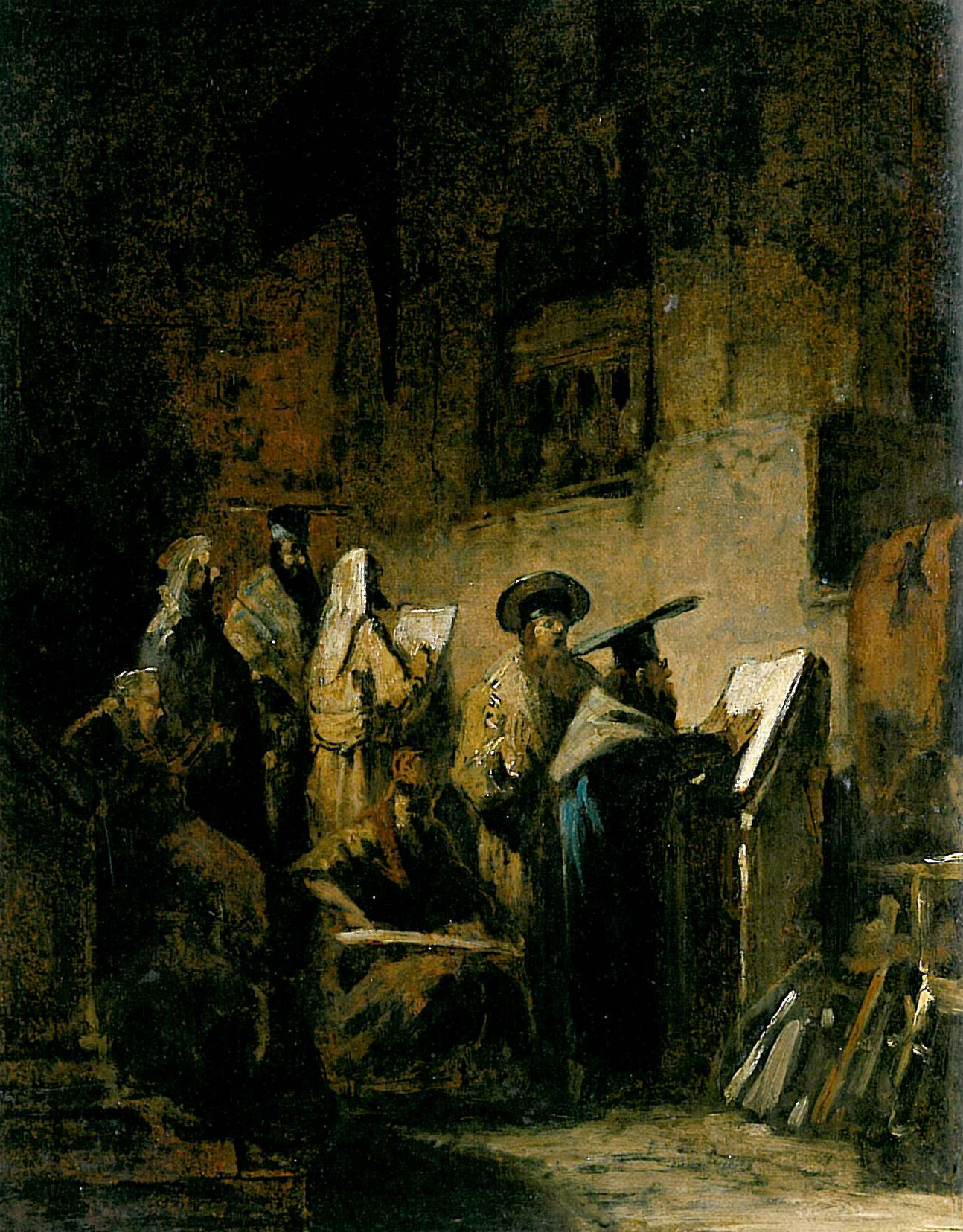
In der Synagoge
Carl Spitzweg (um 1860)

Nach dem Krieg wurde das Grundstück des Gemeindezentrums der Jüdischen Restitutionsnachfolger-Organisation (JRSO) übertragen, die es später an die Städtische Sparkasse verkaufte. Um 1965 wurde das jüdische Gemeindehaus südlich der Synagoge (an der Siebenbrückleinsgasse) für die Erweiterung des Sparkassenparkplatzes abgebrochen. 1973 wurde an dieser Stelle ein Gedenkstein angebracht.
„Hier stand die Synagoge der Israelitischen Kultusgemeinde unserer Stadt. Sie wurde am 9. November 1938 ein Opfer des Rassenwahns – Den Toten zum ehrenden Gedenken – Den Lebenden zur Erinnerung u. Mahnung.“
Der Text enthält zwei falsche Informationen: Die Synagoge stand nicht an dieser Stelle, sondern das Gemeindehaus. Die Synagoge wurde in der Reichspogromnacht geschändet aber nicht zerstört, sondern das geschah durch Fliegerbomben (siehe auch: Reichspogromnacht).
Seit 1991 ist die Zahl der bis dahin sehr wenigen Juden in Mainfranken stark angestiegen, durch die Kontingentflüchtlinge aus der ehemaligen Sowjetunion. In Schweinfurt entstand jedoch keine neue Gemeinde. Die Juden aus der Region Schweinfurt gehören deshalb derzeit zur Jüdischen Gemeinde Würzburg und Unterfranken, die durch die Flüchtlinge von 180 auf über 1.000 Gemeindeglieder anstieg. Am 9.  November 2013 wurde zum 75. Jahrestag die Gedenkstätte erweitert und Informations-Stelen errichtet.
Die Schweinfurter Ausschreitungen waren nicht am 9. sondern ausschließlich am 10. November. Hierzu wurde vom Pfarrer, Öffentlichkeitsbeauftragtem des Evangelisch-Lutherischen Dekanats Schweinfurt und Lehrbeauftragtem für Biblische Theologie an der Otto-Friedrich-Universität Bamberg Siegfried Bergler anlässlich der Gedenkfeier ein Bezug hergestellt:
„Kirchliches Gedenken an den 9. und 10. November 1938 komme an Martin Luther nicht vorbei, der, geboren am 10. November 1483, etliche schwer antijüdische Schriften verfasste. Darunter die berühmteste aus dem Jahr 1543 „Von den Juden und ihren Lügen“, in der der Reformator die Landesherren aufruft, ihre (der Juden) Synagogen oder Schulen anzustecken. „Fast könnte man meinen, Hitler habe nur das ausführen müssen, was Luther 400 Jahre zuvor gefordert hatte“, sagte Bergler.“
Das Gemälde In der Synagoge von Carl Spitzweg (um 1860) wurde zum 75. Jahrestag im Museum Georg Schäfer ausgestellt, das allerdings auch wegen Raubkunst in die bundesweiten Schlagzeilen kam.

## Gemeindeentwicklung
| Jahr | Gemeindemitglieder Personen | Anteil der Bevölkerung | Einwohnerzahl der Stadt |
| ---- | --------------------------- | ---------------------- | ----------------------- |
| 1542 | 56                          |                        |                         |
| 1837 | 16                          | 0,2 %                  | 7.330                   |
| 1852 | 27                          |                        |                         |
| 1867 | 200                         | 2,0 %                  | 9.748                   |
| 1875 | 380                         | 3,4 %                  | 11.233                  |
| 1880 | 490                         | 3,9 %                  | 12.601                  |
| 1890 | 352                         | 2,8 %                  | 12.472                  |
| 1900 | 415                         | 2,7 %                  | 15.302                  |
| 1910 | 428                         | 1,9 %                  | 22.194                  |
| 1912 | 468                         | 1,9 %                  | 25.125                  |
| 1924 | 414                         | 1,1 %                  | 36.336                  |
| 1933 | 363                         | 0,9 %                  | 40.176                  |
| 1935 | 318                         |                        |                         |
| 1936 | 319                         |                        |                         |
| 1937 | 308                         |                        |                         |
| 1938 | 260                         |                        |                         |
| 1939 | 77                          | 0,15 %                 | 50.000                  |
| 1940 | 72                          |                        |                         |